# 外傘頂洲
外傘頂洲，又稱外傘頂沙洲、外傘頂汕，在一些地圖中則以舊時外傘頂洲的日語對音Gaisancho或Caisancho標示，是台灣沿海最大的沙洲，現存面積約1,000餘公頃，因形狀似傘得名。行政劃分上屬臺灣雲林縣口湖鄉，不過如今絕大部份位於臺灣嘉義縣東石鄉外海約10餘公里處，主要由濁水溪的泥沙沖積而成，是雲嘉南濱海國家風景區的景點之一。近年來由於河川興建攔砂壩，導致沙源減少而逐漸縮小，嘉義沿海也因此逐漸失去屏障。洲上現已無常住人口，上面的塭港堆燈塔是該沙洲唯一的燈塔。經常和「海豐島」混淆。

## 歷史

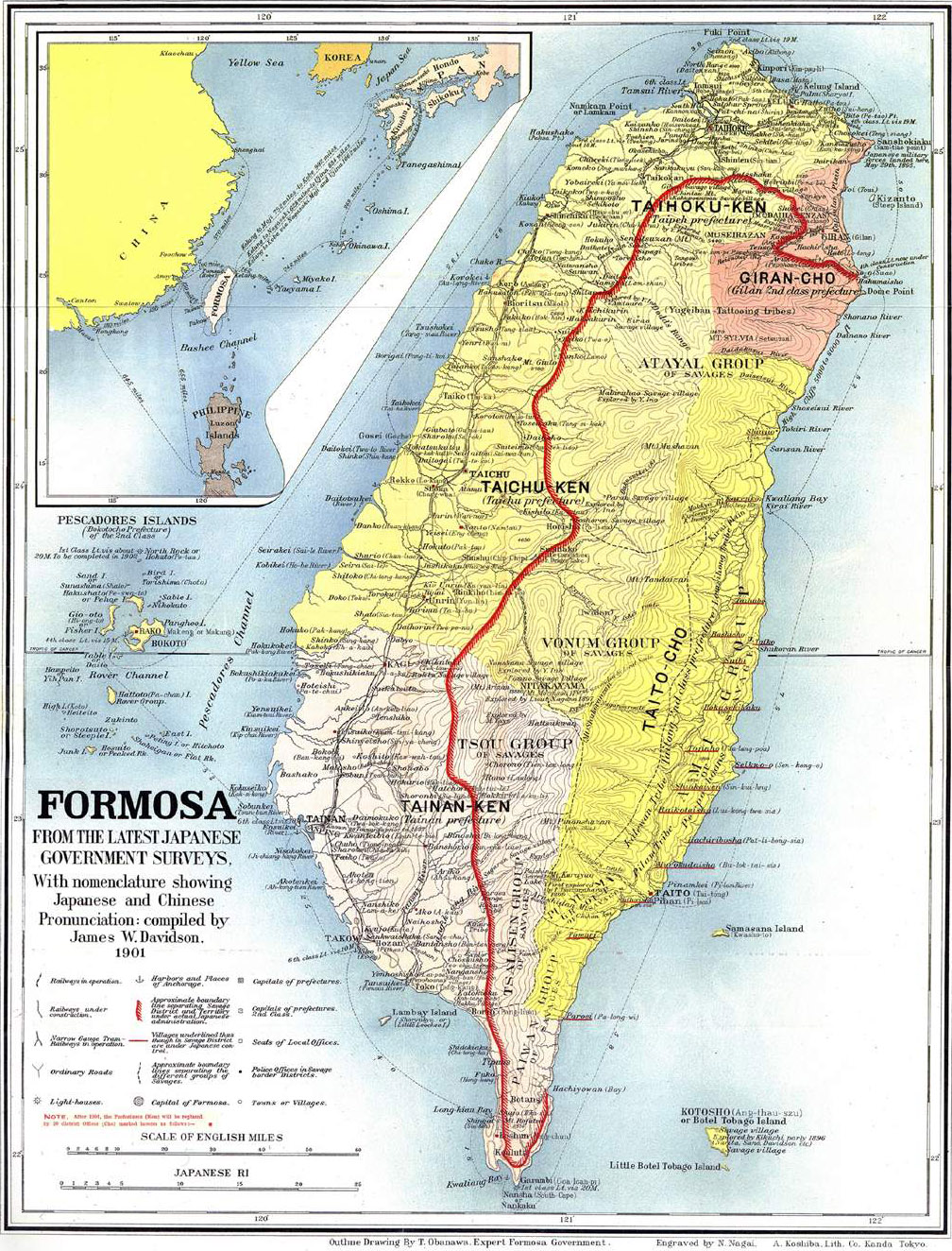
1901年的「福爾摩沙」地圖

外傘頂洲自然造陸運動形成於日治前不久，1901年台灣總督府發行由禮密臣編輯，日人T. Obanawa描繪的福爾摩沙圖，在東石鄉西側外海己出現三個小圓圈，位置明顯在北港溪出海口之南，這是今日外傘頂汕之原型，在地理上應屬嘉義縣。原位於台灣雲林縣臺西鄉外海，在20世紀初才開始受地方政府注意。1914年日治時代，日本人在此首次設立燈塔。惟沙洲地基不穩，六年後即倒塌。不論在日治、戰後初期、1988年等時期，其管轄政府都曾實施植林固沙的計劃，但均告失敗，仍無法阻止漂沙移動。在1984年資料中，退潮時外傘頂洲面積約1,000餘公頃，漲潮時約200餘公頃，南北長10餘公里，此後不斷縮小。
據曾任塭港堆燈塔守望員近40年的蔡福裕描述，1960年代，外傘頂洲曾住居逾千人，用茅草、竹子搭建的上百戶簡易房舍自成聚落，連雜貨店、藥鋪俱全，居民普遍仰賴捕魚、養蚵維生，自給自足，人丁興盛的景象，就像座與世隔絕的海上島國。強勁的風飛沙造出一座座約2、3層樓高的小山尚能蓄水；從層層交錯的山谷底部隨手挖掘，沁涼甘甜的淡水立刻湧出。20多年後，洲上堆疊成峰的沙丘，經數次颱風侵襲，與沙洲流失、漂移作用，逐漸夷成平地，居民到處挖掘也找不到淡水飲用，只有陸續遷離。
2020年4月，海洋委員會邀集內政部、經濟部、交通部、農委會及雲嘉地方政府等，召開「外傘頂洲侵蝕防治應急保護措施」研商會議，決定採取設置沙袋方式，加高臨沙洲海側高度，防止波浪侵蝕；另規劃在外傘頂洲南端向海側設置突堤，並配合養灘及人工岬頭等方式，防護外傘頂洲。交通部與經濟部在雲嘉沿海海域或港區清淤作業所產生的土方，將作為外傘頂洲養灘沙源。

## 變遷與機制

外傘頂洲於1956至2000年間的變化

外傘頂洲受到波浪、沿岸流及東北季風影響，平均每年往西南方向漂移60至70公尺，被稱為「移動的國土」。
早期濁水溪主流藉北港溪、西螺溪注入海中，大量泥沙沈積在河口附近海域，經過長年累月的波浪和海流作用，外傘頂洲可能因此形成；1911年日人開始濁水溪整治，截斷北港溪等支流，主流改由西螺溪入海後，北港溪自成水系，輸砂量也因此銳減，每年減少約10萬立方公尺，旺盛的沉積作用不再，外傘頂洲開始有侵蝕後退的趨勢。國立中山大學海洋科學院長陳陽益指出，外傘頂洲從1904年至1995年，歷經沙洲地形的幼年、青壯年，現已邁入老年階段，沙源無法充分補充，加上侵蝕作用影響，沙洲上的堆沙陸續被沖刷至東側較低窪之潟湖，目前外傘頂洲往西南偏移速度逐漸增大，面積也日漸縮減且被波浪及潮水切割成幾部分。
中山大學研究資料顯示，以20年為單位，在1962年至1982年、1982年至2002年間，外傘頂洲分別被侵蝕流失520公頃、547公頃的沙洲，現存者僅100餘公頃；此外，1982年沙洲上2公尺以上的沙體還有5,200萬立方公尺，但在強烈東北季風作用下，2000年以後幾乎刮除殆盡，只剩平坦沙洲。學者研判，如不設法保固。預計在2028年，「移動的國土」可能將成為「消失的國土」。

### 面積逐漸變小
1994年至1998年間，外傘頂洲面積實為遞增，平均約每年增加0.766平方公里。但自1999年起面積逐漸變小，平均約每年減少0.378平方公里。 外傘頂洲在高潮線以上之乾砂洲面積，1984年約2.05平方公里，在2003年則縮減至0.5平方公里。1994年至2015年之灘線與面積觀測發現，外傘頂洲海側灘線在北端以每年30.5公尺，南端以每年119公尺之速度往內陸內縮，被侵蝕速率近年有上升的趨勢，以2009至2015年觀測之沙洲陸地被侵蝕的速率推估，2060年外傘頂洲陸地將完全低於平均潮位，淪為潛沒沙洲。

### 朝逆時針方向偏移
外傘頂洲呈逆時針方向偏移，每年偏轉角度約0.2度，呈向東南延伸的趨勢，每年南移平均約50至60公尺。

### 向臺灣本島靠近
外傘頂洲上游段逐漸變寬，而下游段漸漸變窄，兩端皆逐漸向臺灣本島靠近。以目前變化率推算，外傘頂洲北側將於2060年與臺灣本島相連，南側則將於2174年會與本島連接。

### 濁水溪砂石量影響外傘頂洲變遷
自濁水溪整治計畫實施，北港溪輸沙量大減，使得濁水溪南移漂沙僅達箔子寮漁港，統汕洲與箔子寮汕的縮減明顯且大幅南移。自1993年之後濁水溪砂石量減採，其4年後外傘頂洲乾砂洲面積即有增大趨勢，濁水溪砂石開採對外傘頂洲之變遷具顯著的影響。研究顯示濁水溪流域懸浮載輸砂量之變化，其後8年內會影響到外傘頂洲面積的變化。

### 夏天淤積冬天侵蝕
外傘頂洲的沙灘具季節性變化，夏天（5～9月）會淤積而冬天（10～隔年4月）會受到侵蝕。但是若北港溪在該年有足夠沙源流至外海，則南向水流會造成該年外傘頂洲之沙灘不減反增。

## 建築
外傘頂洲上現有燈塔一座。前有漁民陳姓老夫妻自行搭建之「竹篙寮」，2012年已搬離。

### 塭港堆燈塔
塭港堆燈塔又稱外傘頂洲燈塔，不同於一般水泥結構燈塔，採鋼架結構。所處海域沙洲甚多，船舶稍有不慎即易擱淺，故而設立。1914年首建，高度15公尺，裝用五等電石氣閃光燈，每2秒一閃，光力800燭光，1920年傾倒，隔年重建，塔形燈器與原塔同，後因沙洲移動再次流失。 1957年另建20.7公尺高方形鋼架塔，初用五等電石氣燈，光力800燭光，後於1965年改裝直流電燈，光力增至2,600燭光，每3秒一閃。 1974年因沙洲移動，並為改善目標，移至附近新址，改建為方錐形鋼架塔，換用四等直流電燈，光力增至3,500燭光。 1977年改進設備，光力加強為10,000燭光，塔高32.4公尺，燈高35.5公尺，公稱光程（nominal range）14.3浬。另設有多向金屬雷達反射器。
自1914年首建以來，塭港堆燈塔因沙洲漂移、海水浸蝕等因素而多次傾斜倒塌，前後歷經七次重建，是全臺灣燈塔中，重建次數最多者。

## 經濟
外傘頂洲與嘉義縣海岸之間的水域被稱為東石潟湖，因外傘頂洲的屏障形成平靜的廣大淺水海域，目前是台灣主要牡蠣（蚵仔）養殖區之一。據嘉義縣政府統計，嘉義沿海蚵仔年產量約7,000多公噸，約佔全臺灣產量50%，產值新臺幣9億1,000多萬元，且全臺灣90%的蚵又都在東石加工取肉，許多東石鄉民都會剖蚵，為地方重要經濟來源。此外，外傘頂洲的觀光產業也很發達，可從嘉義縣東石鄉東石漁人碼頭乘漁筏前往；據嘉義縣政府統計，截至2015年，每年約有10萬人次到外傘頂洲觀光。
1990年代開始，有人建議將東石潟湖完全填平成海埔新生地，因為最大可填平300平方公里的土地；但由於擔心對當地生態造成破壞，加上當地偏僻遠離市區，經濟效益仍待商榷，故未實施。

### 雲林縣外傘頂洲風光上場計畫
2021年10月25日，雲林縣縣長張麗善宣佈推動外傘頂洲離岸風機設置開發（外傘頂洲綠能固沙計畫），希望專業或有投資意願的業者能夠與雲林縣政府合作，一起讓產業、綠能、固沙及生態共同並駕齊驅發展。

## 交通
可搭乘客運於東石漁人碼頭轉乘觀光船前往。

## 爭議
外傘頂洲南面是內海淺灘，有利於貝類養殖，因此導致了嘉義東石、雲林口湖兩地漁民漁產權之爭。
1978年11月30日，嘉義縣長凃德錡曾率員利用假日前往外傘頂洲實地勘察以利行政劃分之商議；多年來隨著沙洲南移，兩縣管轄權之爭愈趨激烈。2001年，雲林縣長張榮味任內，曾指派副縣長高孟定率員至外傘頂洲釘上「雲林縣口湖鄉蚶寮126之201號」門牌宣示管轄權。
2006年，嘉義縣府以「沙洲已經漂流到東石外海14公里」為由，向中央政府提出將其從雲林改劃由嘉義管轄，未獲同意。2007年6月，嘉義縣長陳明文率縣府、議會人員及學者前往外傘頂洲會勘，並解釋此行與管轄權歸屬無關，為配合中山大學海洋科學院研究，透過評估分析外傘頂洲固沙保育及養殖海籍圖等現況，由學者專家從學術面探討國土復育可能性。此舉引發了雲林縣議員的緊張，在議會上公開要求雲林縣府採積極作為。對此，雲林縣長蘇治芬表示外傘頂洲現已漂至嘉義縣外海，雲林縣府的行政管轄權有實際上的行使困難，要如何防止沙洲消失涉及跨縣市問題，中央部會應出面整合。內政部則回應，正依《地方制度法》檢討修正行政區劃法草案，外傘頂洲的管轄問題，將等行政區劃法完成立法，再行妥善規劃。經監察院2015年做成的報告指出，2012年行政院雖將涉及外傘頂洲區劃問題的《行政區劃法》草案送交立法院審議，但直至2015年仍未進入逐條審查。

## 事故
1955年2月20日，21名東石鄉型厝村漁民搭乘大竹筏到外傘頂洲海域捕魚，21人均不明原因失蹤；翌年11月20日，共乘一艘竹筏的4名漁民再傳失蹤。事故發生後，村民集體乘竹筏出海找尋，並未找到任何遺物，事故發生原因與是否有人生還均成謎。有10名漁民的家屬50餘年來仍抱著親人生還的希望，直至2007年11月25日才決定向村幹事蔡信茂、村長顏銘源求助，希望辦理死亡宣告、除戶事宜。。